# Gerinccsapolás
A gerinccsapolás (orvosi néven: lumbalpunctio, magyarosan lumbálpunkció) egy orvosi beavatkozás, a szúrcsapolás (punctio) egyik fajtája. Célja agy-gerincvelői folyadék (liquor cerebrospinalis) vétele a gerinccsatornából, általában diagnosztikai, ritkábban terápiás céllal.

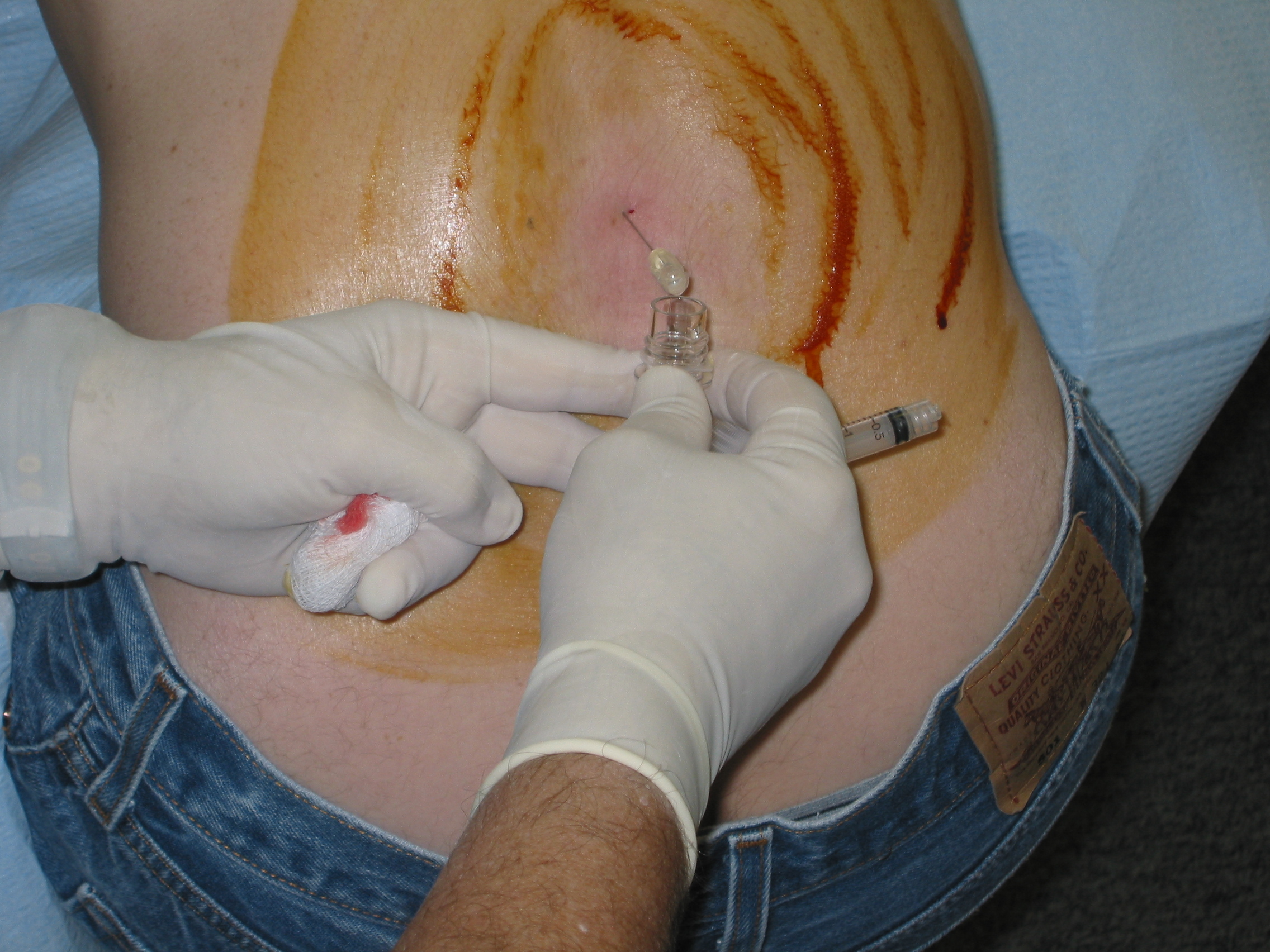
Ülőhelyzetben végzett lumbálpunkció, a vörösesbarna elszíneződés a páciens hátának bőrén a jódtinktúrás fertőtlenítésből származik

## Helye
A beavatkozási terület megfelelő megtisztítása és fertőtlenítése, valamint előzetes érzéstelenítése után, az ágyéki gerincszakaszon, általában a hármas és négyes, vagy a négyes és ötös csigolyák között speciális, punkciós tűvel behatolnak a gerinccsatornába, és onnan néhány milliliter folyadékot nyernek.

## Kivitelezése

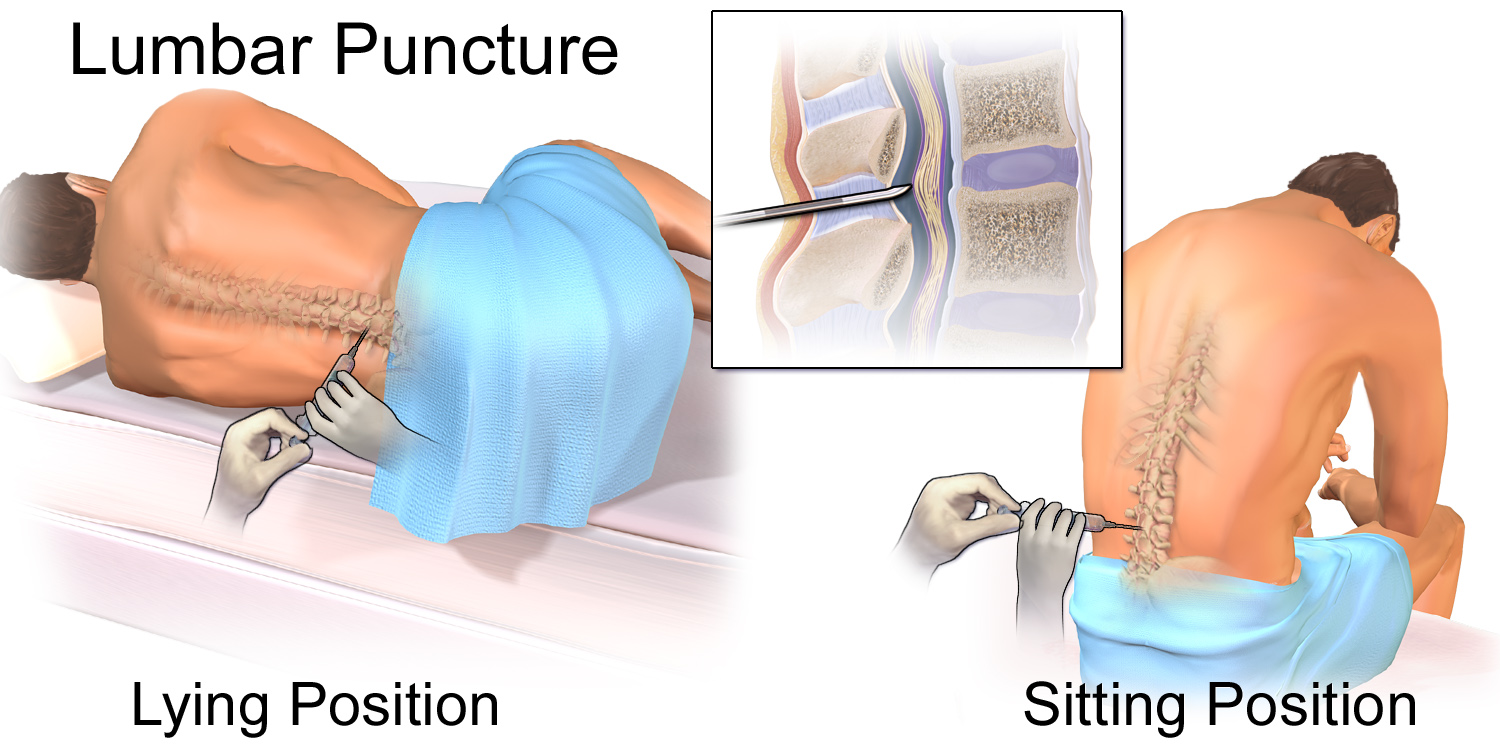
Lumbálpunkció kétféle testhelyzetben

Kétféle módon lehet elvégezni: a páciens ülő vagy fekvő testhelyzetében. Utóbbi esetben a páciens oldalán, mozdulatlanul, ún. magzati pózban fekszik (térdek a hashoz húzva, fej előrehajtva a mellkashoz). A fecskendőt megszívás után eltávolítva, a tűn keresztül nyerik a mintát. A megfelelő mennyiség levétele után a tűt eltávolítják, és a szúrás során keletkezett sebet ellátják. Ehhez hasonló az ágyéki (lumbalis) érzéstelenítéskor használt eljárás is. Az előbb leírt testhelyzet nem alapvető feltétel, az eljárás kivitelezhető ülő, erősen előre hajlott testhelyzetben is. Újabban többnyire ezt az utóbbi helyzetet részesítik előnyben. A beteg nyugalma és feltétlen közreműködése alapvető feltétele a szövődménymentes eljárásnak.